# Europamästerskapen i badminton 1968
Europamästerskapen i badminton 1968 anordnades den 19-21 april i Bochum, Tyskland. 

## Medaljsummering
| Pl. | Nation        | Guld | Silver | Brons | Totalt |
| --- | ------------- | ---- | ------ | ----- | ------ |
| 1   | England       | 3    | 3      | 1     | 7      |
| 2   | Västtyskland  | 1    | 2      | 2     | 5      |
| 3   | Sverige       | 1    | 0      | 1     | 2      |
| 4   | Danmark       | 0    | 0      | 4     | 4      |
| 5   | Skottland     | 0    | 0      | 1     | 1      |
| 5   | Nederländerna | 0    | 0      | 1     | 1      |

## Resultat
| Event       | Guld                           | Silver                         | Brons                         |
| Herrsingel  | Sture Johnsson                 | Wolfgang Bochow                | Elo Hansen                    |
| Herrsingel  | Sture Johnsson                 | Wolfgang Bochow                | Jørgen Mortensen              |
| Damsingel   | Irmgard Latz                   | Marieluise Wackerow            | Eva Twedberg                  |
| Damsingel   | Irmgard Latz                   | Marieluise Wackerow            | Angela Bairstow               |
| Herrdubbel  | David Eddy Roger Powell        | Tony Jordan Roger Mills        | Robert McCoig Mac Henderson   |
| Herrdubbel  | David Eddy Roger Powell        | Tony Jordan Roger Mills        | Franz Beinvogl Willi Braun    |
| Damdubbel   | Margaret Boxall Susan Whetnall | Angela Bairstow Gillian Perrin | Agnes Geene Joke van Beusekom |
| Damdubbel   | Margaret Boxall Susan Whetnall | Angela Bairstow Gillian Perrin | Anne Flindt Bente Sørensen    |
| Mixeddubbel | Tony Jordan Susan Whetnall     | Roger Mills Gillian Perrin     | Wolfgang Bochow Irmgard Latz  |
| Mixeddubbel | Tony Jordan Susan Whetnall     | Roger Mills Gillian Perrin     | Klaus Kaagaard Anne Flindt    |